# Forte de San Juan de Ulúa

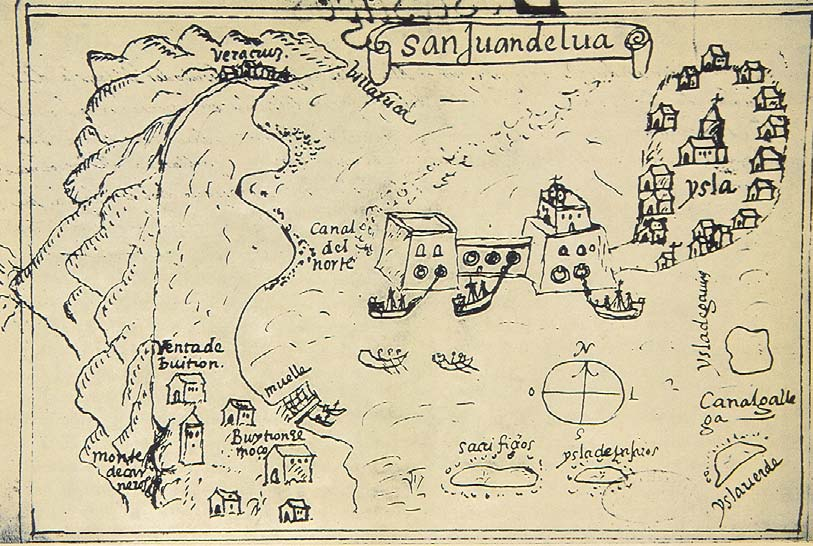
Gravura de Vera Cruz e San Juan de Ulúa (século XVI).

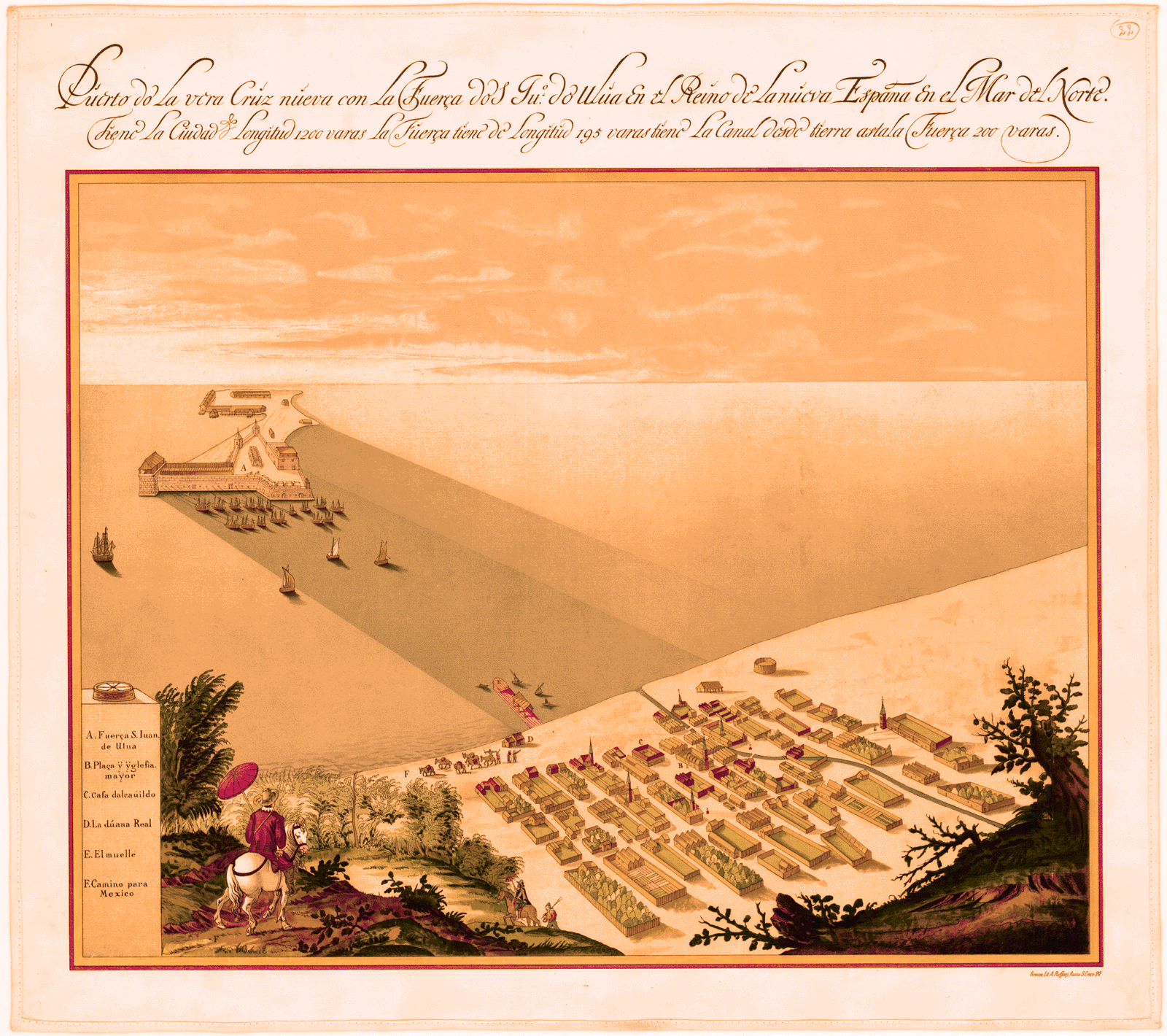
Cidade de Veracruz e San Juan de Ulúa (1615).

O Forte de San Juan de Ulúa, também referido como Castelo de San Juan de Ulúa, localiza-se na ilha de Ulúa, na cidade de Veracruz, no sul do México.

## História
A primeira estrutura erguida por forças espanholas na então denominada "isla Galega" remonta a 1535.
Foi ampliado a partir de 1582 com traça do arquiteto militar italiano Giovanni Battista Antonelli, quando se constituía em uma grande torre de planta quadrada ligada por uma cortina com parede dupla de 120 metros de comprimento a um meio-baluarte, tudo montado com artilharia. Grandes anéis de bronze encontravam-se fixados às muralhas para permitir a ancoragem das embarcações ao seu abrigo.
Sofreu diversas campanhas de ampliação e reforço entre 1689 e 1692 (a cargo do engenheiro militar Jaime Franck), 1707 e 1712, 1739 e 1742 e 1762 e 1774.
Os corsários ingleses John Hawkins e Francis Drake foram aqui repelidos em 1568, embora tenham retornado à pátria como heróis. A cidade foi incendiada por piratas neerlandeses em 1683.
Em 1824 o patriota Miguel Barragán foi nomeado comandante militar da região de Veracruz, época em que forças espanholas ainda mantinham em seu poder esta praça, conquistando-a para o México no ano seguinte (1825).
Durante a Guerra Mexicano-Americana, o forte foi capturado por forças estadunidenses em 1847. Posteriormente, tropas francesas capturaram o forte em 1862 antes de assumirem o país sob Maximiliano I.
À época da Primeira Guerra Mundial, a Marinha dos Estados Unidos bombardeou o forte e a cidade em 1914.
Parcialmente preservado, ao final do século XX o forte encontrava-se sob intervenção de restauro. Os seus calabouços e passagens encontram-se abertos à visitação pública.

## Características
Apresenta planta no formato retangular, constituída por três cortinas na extensão de 130 metros de comprimento, com vértices amurados.
Apresenta diversas edificações externas, a saber quatro baterias de canhões e um revelim central. O conjunto foi erguido em pedra silhar.